# 阿波罗神庙 (锡拉库萨)
阿波罗神庙（羅馬化：Apollonion）是意大利西西里锡拉库萨最重要的古希腊建筑之一，位于奥提伽岛之潘卡利广场（Piazza Pancali）。 

## 历史

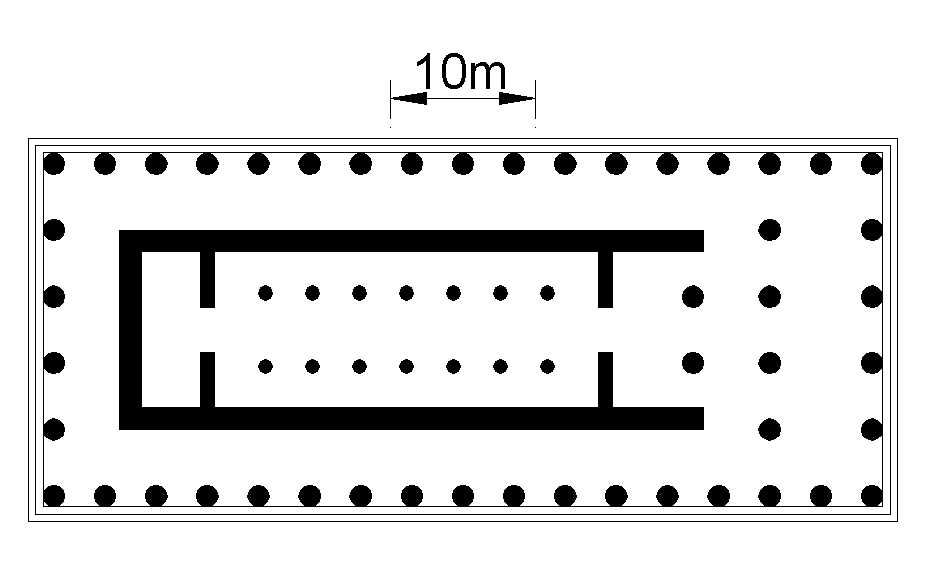
Floor plan

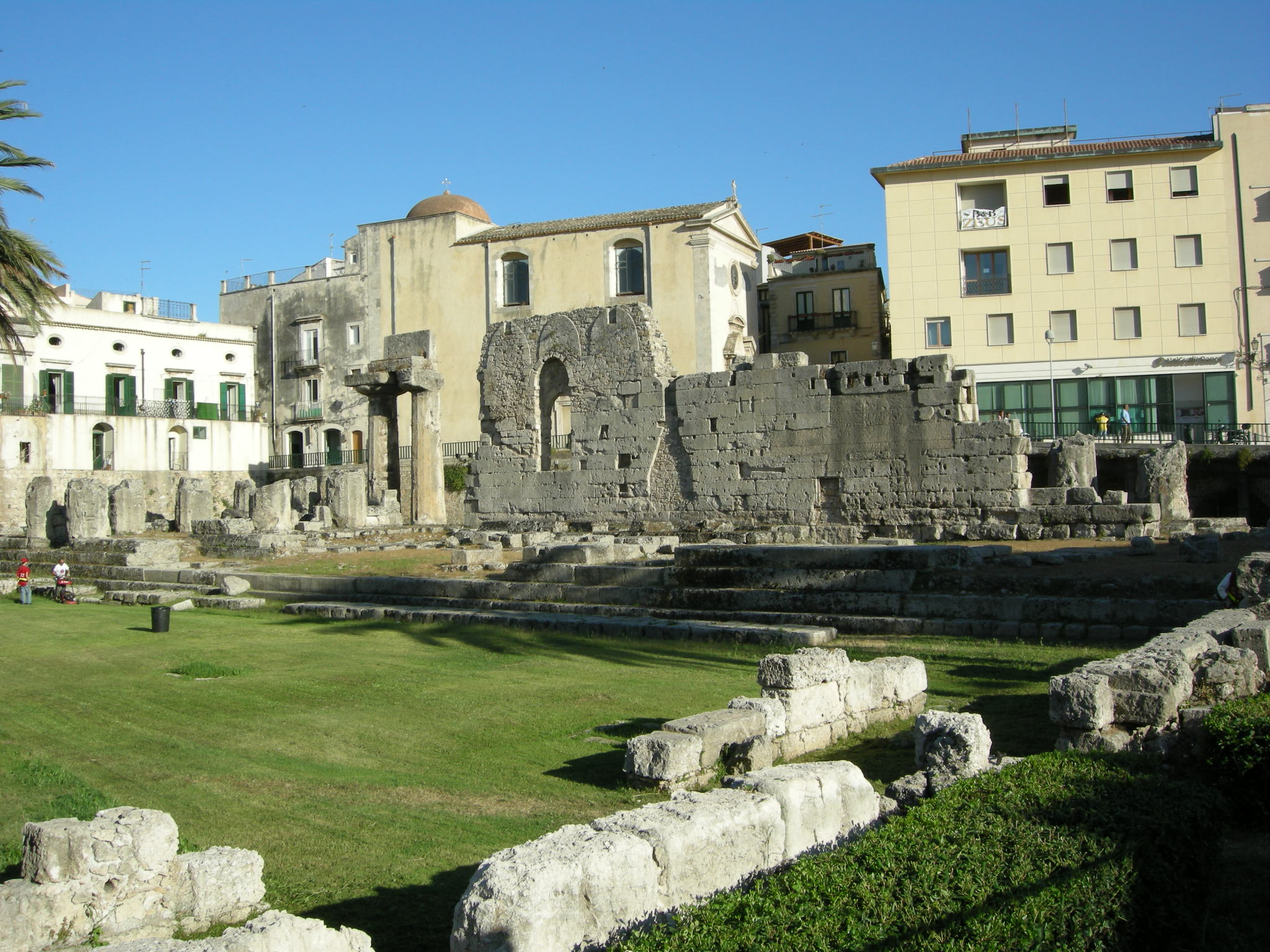
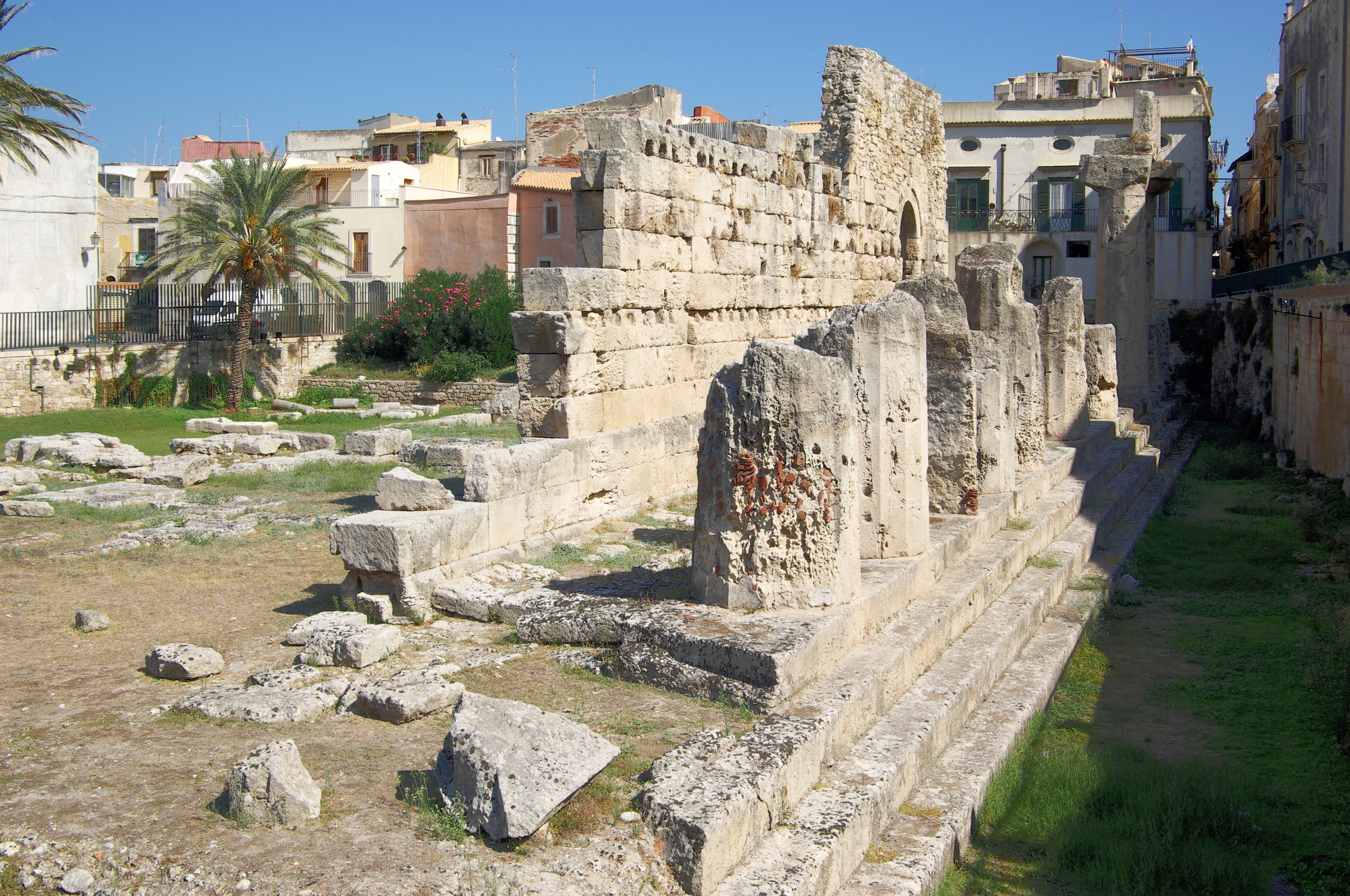
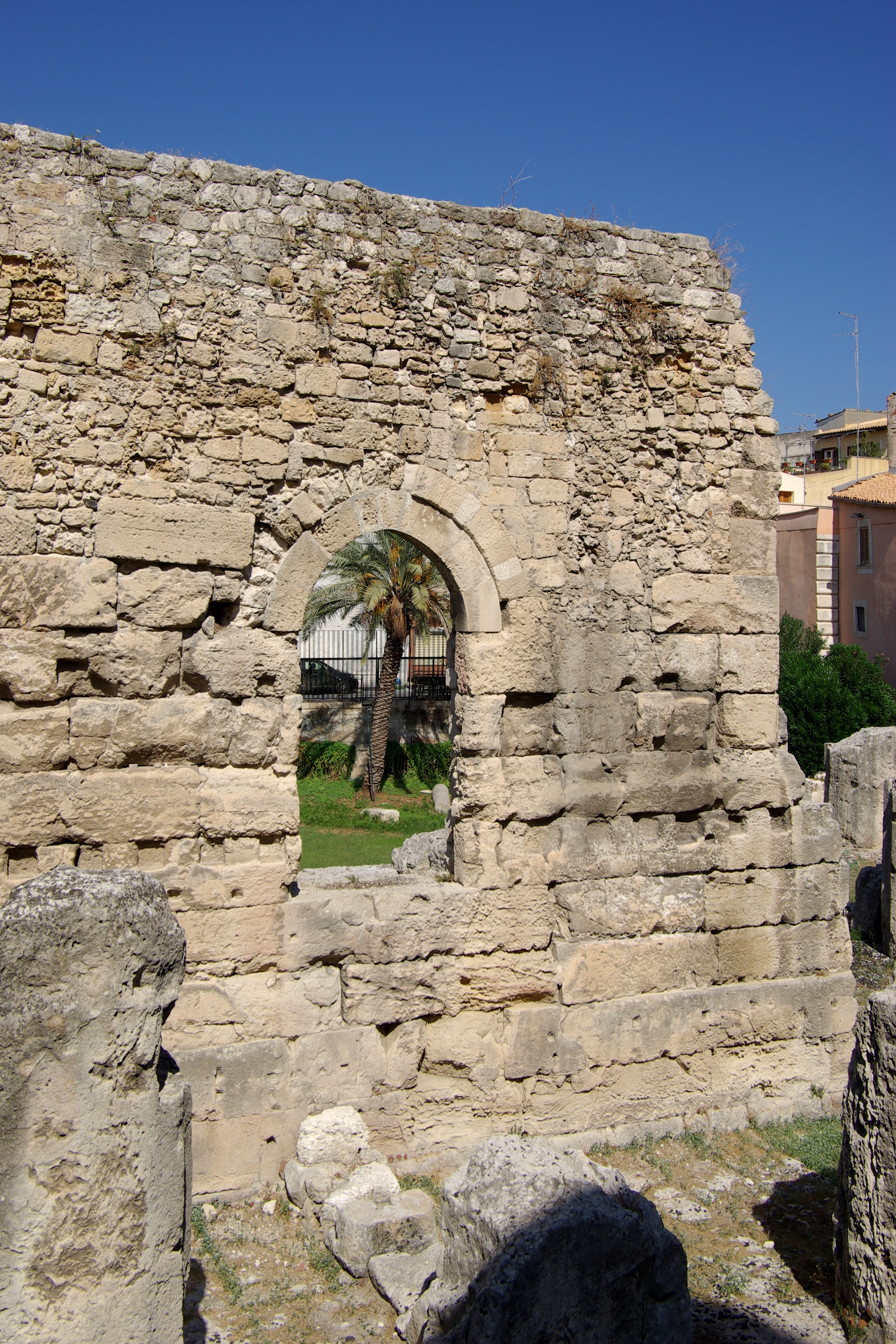
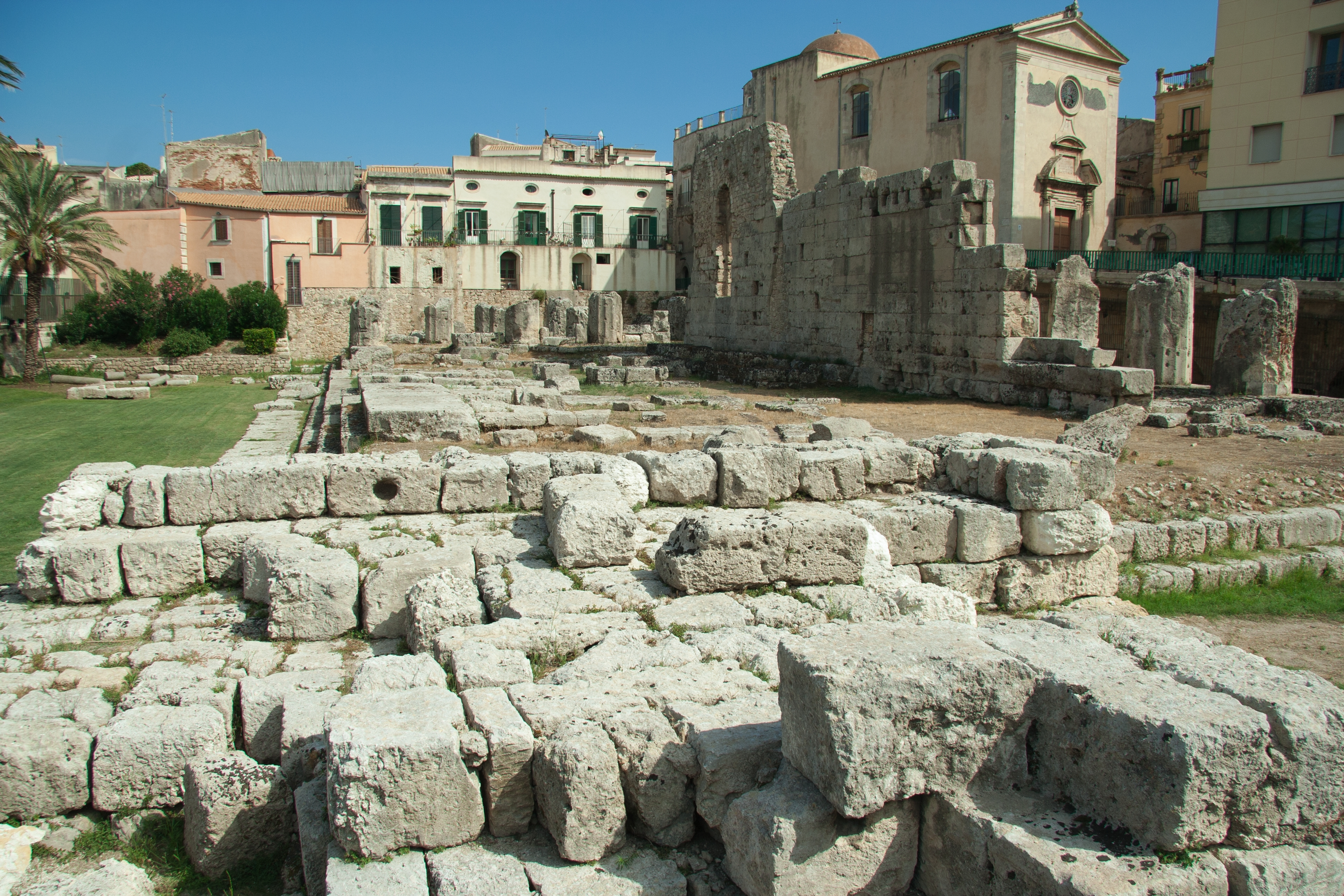
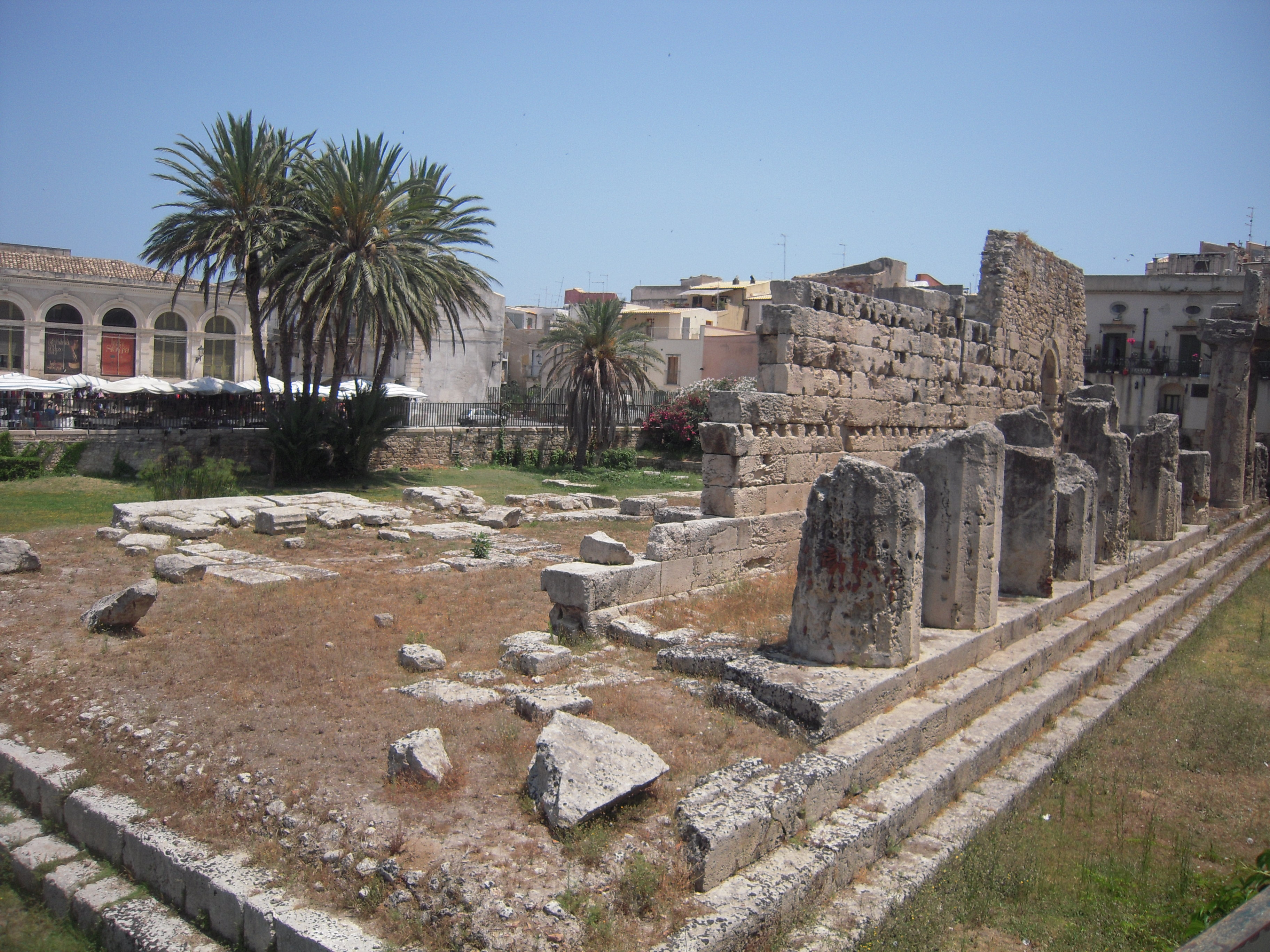
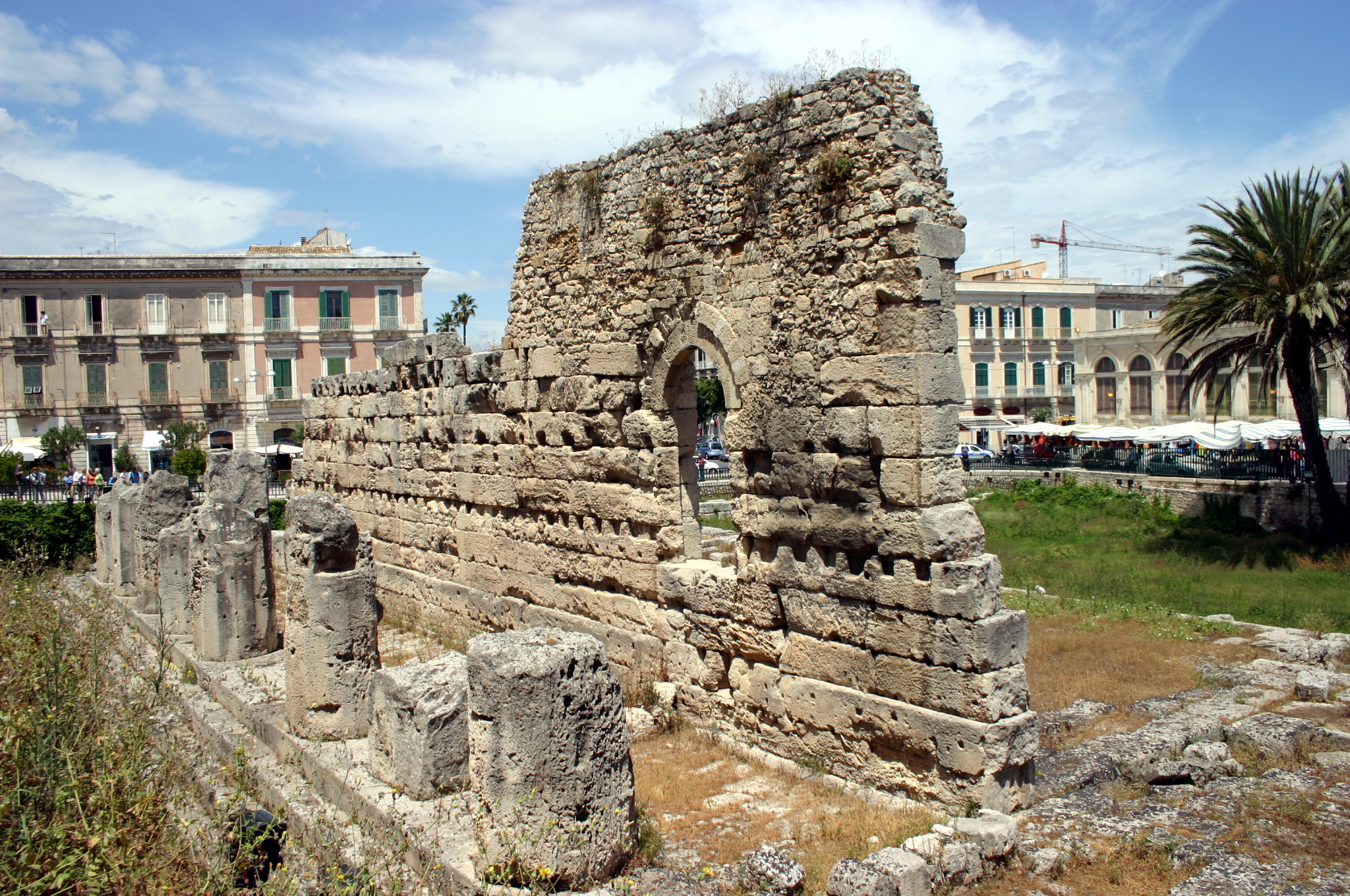

阿波罗神庙可追溯到公元前6世纪